# Hanbury (Worcestershire)
 (juillet 2018).
Si vous disposez d'ouvrages ou d'articles de référence ou si vous connaissez des sites web de qualité traitant du thème abordé ici, merci de compléter l'article en donnant les références utiles à sa vérifiabilité et en les liant à la section « Notes et références ».
Pour les articles homonymes, voir Hanbury.
Hanbury est une localité d'Angleterre située dans le comté du Worcestershire, dans la région des Midlands de l'Ouest.